# Поляки в Румынии

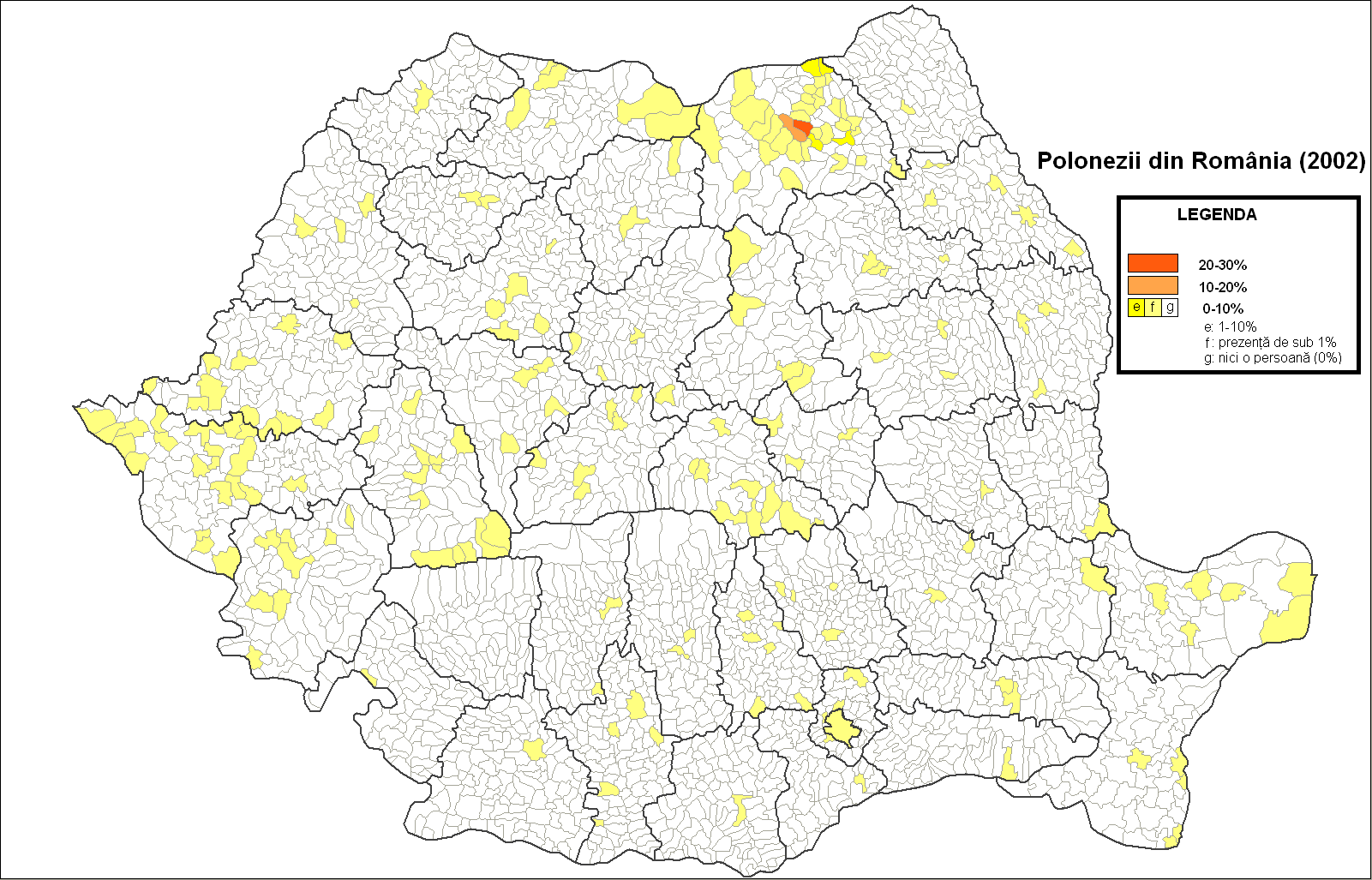
Поляки в Румынии (перепись 2002 года)

Согласно переписи населения Румынии 2021 года, в Румынии проживает 2137 поляков, в основном в жудеце Сучава.
Поляки в Румынии образуют официально признанное национальное меньшинство, имея одно место в Палате депутатов (в настоящее время принадлежит Союзу поляков Румынии) и доступ к польским начальным школам и культурным центрам.

## История
Первые поляки поселились в Молдавии во времена Казимира III.
Другая волна польской иммиграции прибыла в Буковину в начале XIX века, когда регион был коронным владением Австро-Венгерской империи, как и значительная часть современной южной Польши (см.: Королевство Галиции и Лодомерии).
Вероятно, были и другие волны миграции из Польши после Ноябрьского и Краковского восстаний, но большинство поляков были выходцами из крестьянских семей, переселённых туда властями империи после участия в восстании Якуба Шели.
Во время Первой мировой войны Люциан Скупевский, польский врач, родившийся в Варшаве, был организатором и управляющим всех госпиталей для раненых в районе Бухареста. После войны он остался в Румынии и был заместителем заместителя мэра Бухареста и сенатором польского меньшинства.
После восстановления независимой Польши, с 1919 года, многие поляки уехали из Буковины в Польшу. В городе Черновцы, который в межвоенный период входил в состав Румынии, базировался футбольный клуб польской общины — «Полония».
После Второй мировой войны многие поляки из крупных польских общин в Буковине и Лупенах были репатриированы в Польшу.